# Club Deportiu Contestano
El Club Deportiu Contestano és un equip de futbol valencià, de la localitat de Cocentaina (El Comtat).
Actualment juga a Regional Preferent valenciana, després d'ascendir la temporada 2010-11 des de la 1a Regional valenciana.

## Història[calcitació]
Sense dades concretes, data dels anys 1917 al 18, en el transcurs dels quals hi havia equip sense direcció alguna. Ja en el 1919 es va formar la primera directiva, sent el seu president Don José Primo, qui va gestionar la construcció d'un camp d'esports, aconseguint-ho en l'any 1922 gràcies al senyor Bonifacio Pérez León, que en aquesta data va gastar en muntar el Camp la Senia 18.000 pessetes. Van succeir al Sr. Primo a la presidència dels senyors Enrique Pérez, Francisco Sellés i D. Plácido García, sent secretari durant tot aquest temps, En Salvador Guillem i tresorer José Llorens. L'equip estava entrenat llavors pel tinent de la Guàrdia Civil, Rafael de Las Heras. Pel Camp de la Senia van passar equips de gran fama i jugadors com Zamora, Simarro, Mariano, Peral, etc. Més tard en l'any 1928, D. Jesús Borrajo farcit els terrenys de l'Estació Enològica i va construir un camp en el qual es pogués jugar a futbol. D'aquesta ornada de jugadors van sortir els famosos jugadors de la localitat com; Revert, Giner I, Giner II, Penya, Domenech, Faus Martí, Girnonés, Moltó, Mur i molts altres. El 1930 augmentada l'afició, es va pensar en entrar en competicions oficials, el que es assoliment gràcies a la intervenció de D. Pedro Riera, que va aconseguir tancar el camp a força de taules de fusta i federar l'equip. En aquesta etapa es va celebrar la gran final a Alacant entre l'Esportiu Alcoià i Contestà. Acabada la Guerra Civil, un grup d'entusiastes, orientats per Francisco Ferrándiz van aconseguir posar en marxa aquest esport. Entrada la temporada oficial de 1939.40, els senyors Joan Morell, Miguel Payá, Roberto Llorens i Luis Maiquez es van fer càrrec de l'equip i ho van federar. Van donar nom al camp de l'Estació Enològica que es va dir Camp d'Esports La Morera que és el que actualment tenim. Va ser una gran temporada de resultats en la qual cal ressaltar jugadors com Baldomero, Sancho, Reig, Sapiña Carrasco, etc. El 1947 es formaria una nova directiva presidida per Luis Maiquez, el qual gestiona federar novament i seguidament s'emprèn la difícil empresa de voltar el camp omplir els terrenys i dotar-lo de totes les seves necessitats.

## Uniforme
- Uniforme titular: Samarreta roja, pantalons rojos i calces roges.
- Uniforme alternatiu: Samarreta blava, pantalons blancs i calces blaves.

## Temporada a temporada
| Temporada | Nivell | Divisió    | Posició |
| --------- | ------ | ---------- | ------- |
| 2000/01   | 6      | 1a Reg.    | 11      |
| 2001/02   | 6      | 1a Reg.    | 6       |
| 2002/03   | 6      | 1a Reg.    | 9       |
| 2003/04   | 6      | 1a Reg.    | 15      |
| 2005/06   | 7      | 2a Reg.    | 1       |
| 2006/07   | 6      | 1 Reg.     | 5       |
| 2007/08   | 6      | 1 Reg.     | 3       |
| 2008/09   | 6      | 1a Reg.    | 12      |
| 2009/10   | 6      | 1a Reg.    | 7       |
| 2010/11   | 6      | 1 Reg.     | 1       |
| 2011/12   | 5      | Reg. Pref. | 1       |
| 2012/13   | 5      | Reg. Pref. | 4       |
| 2013/14   | 5      | Reg. Pref. | 13      |
| 2014/15   | 5      | Reg. Pref. | 11      |
| 2015/16   | 5      | Reg. Pref. | 9       |